# 奎拉帕
奎拉帕是危地馬拉的城市，也是聖羅薩省的首府，位於該國南部，距離首都危地馬拉市50公里，始建於1852年，面積365平方公里，海拔高度893米，2002年人口30,951。
14°17′N 90°18′W / 14.283°N 90.300°W